# Margarete-Steiff-Gymnasium Giengen

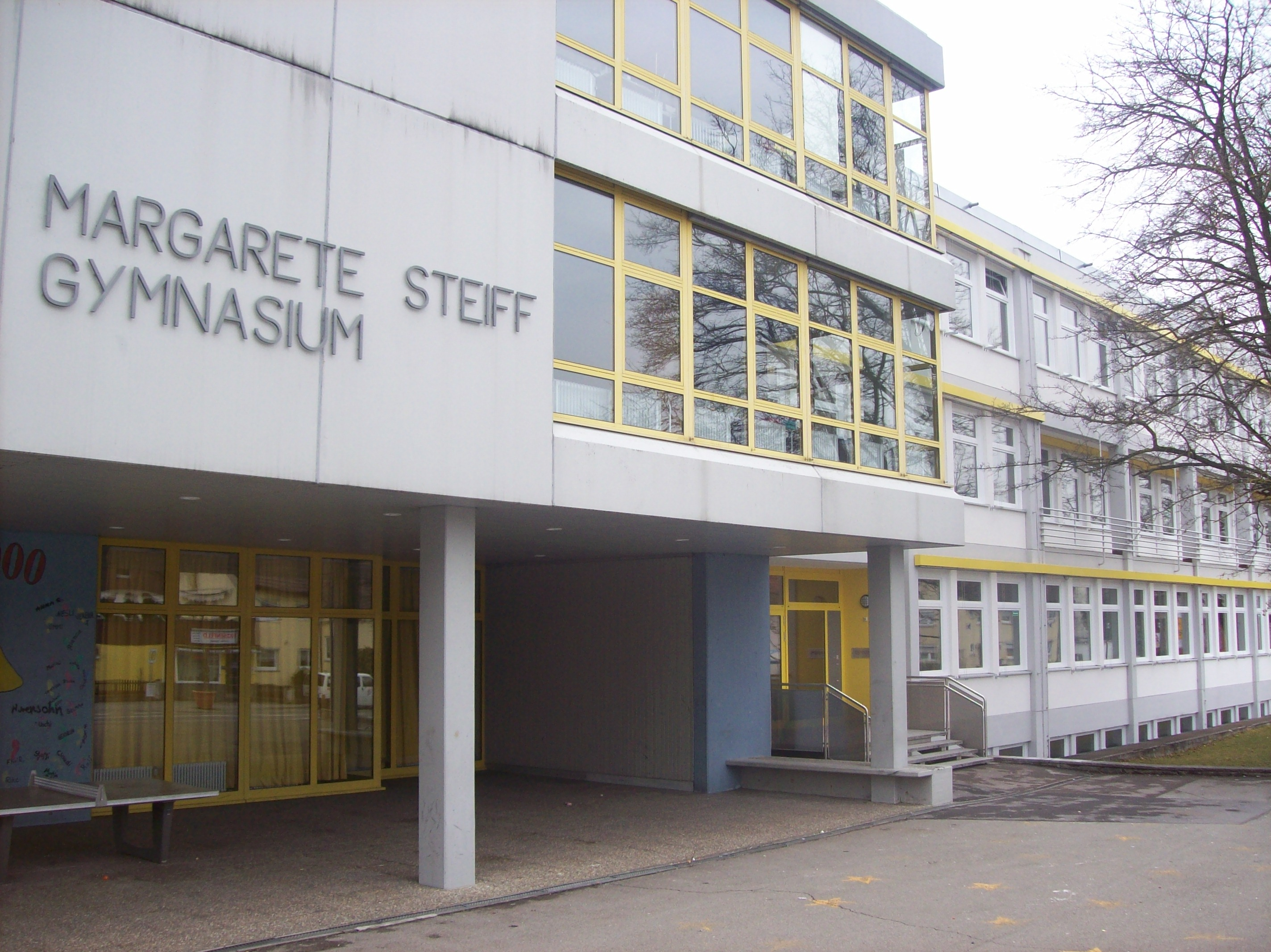
Eingang des Margarete-Steiff-Gymnasiums

Das Margarete-Steiff-Gymnasium (kurz: MSG) ist das allgemeinbildende Gymnasium der Stadt Giengen an der Brenz, mit Lernzweig G9 und G8, in Ostwürttemberg.
Benannt wurde die Schule im Jahr 1980 nach Margarete Steiff, der Gründerin der Spielzeugfabrik Steiff. Die Schule befindet sich in der Nähe des Firmengeländes.

## Geschichte
Aufgrund steigender Schülerzahlen entschied sich der Gemeinderat 1955 für den Neubau des Gymnasiums im Stadtteil Schwage. Im Januar 1956 gewann der Frankfurter Architekt Hans Kapferer den Wettbewerb, bei dem 59 Entwürfe eingereicht wurden. Die Grundsteinlegung erfolgte am 10. Mai 1957, das Richtfest wurde am 15. November desselben Jahres gefeiert.  Die Einweihung des Gymnasiums fand am 23. Januar 1959 im Beisein des damaligen Präsidenten des Oberschulamts Stuttgart Bruckmann statt.
Wegen stetig wachsender Schülerzahlen wurde 1976 der neue Erweiterungstrakt bezogen. Gemäß der Oberstufenreform in Baden-Württemberg legten 2004 die ersten Schüler ihr Abitur nach neuen Richtlinien ab. Die Schule führte den achtjährigen Bildungsgang (G8) im Schuljahr 2004/2005 ein. Im Schuljahr 2008/2009 ist die Städtische Musikschule in das Gebäude des Gymnasiums eingezogen. Im Schuljahr 2012/2013 durften sich die neuen Fünftklässler bei der Anmeldung zwischen G8 und G9 entscheiden.

## Bildungsangebot
In der 5. Klasse erhalten die Schüler in Fortsetzung zur Grundschule Englischunterricht. In der 6. Klasse dürfen sich die Schüler zwischen Französisch und Latein entscheiden, die Achtklässler wählen zwischen Naturwissenschaft und Technik und Spanisch.
Seit Sommer 2012 bietet das Margarete-Steiff-Gymnasium als eines von 44 baden-württembergischen Gymnasien zusätzlich zum achtjährigen Gymnasium (G8) wieder einen neunjährigen Bildungsweg (G9) an.

## Kultur

### Theater
Das Gymnasium besitzt seit August 1977 eine Theater-AG, die Mitglied im Bund Deutscher Amateurtheater (BDAT) ist. Jährlich werden große Theaterprojekte im eigenen Theatersaal und am Theater Ulm aufgeführt. Die professionelle Ausstattung wird von Schülern der Veranstaltungstechnik-AG bedient. Aufgeführt wurden und werden:

- Dario Fo: Ganz normaler Wahn-Sinn – Chaos³ (2006)
- Jerome Lawrence und Robert E. Lee: Wer den Wind Sät (2007)
- Friedrich Dürrenmatt: Ein Engel kommt nach Babylon (2008)
- Reginald Rose und Horst Budjuhn: Die 12 Geschworenen (2009)
- William Shakespeare: Was ihr wollt (2010)
- Dario Fo: Er schießt mit zwei Pistolen Und seine Augen waren schwarz und weiss (2011)
- Arthur Miller: Hexenjagd (2012)
- Ferdinand Raimund: Der Alpenkönig und der Menschenfeind (2013)
- Martin Heckmanns: Kommt ein Mann zur Welt (2014)
- Richard Brinsley Sheridan: Die Lästerschule (2015)
- Sabrina Gabler: Endstation (2016)
- Monty Pythons Die Ritter der Kokosnuß (2017)
- Ulrike Winkelmann: Die Show ohne Grenzen (2018)[10]
- Friedrich Dürrenmatt: Die Physiker (2019)[11]
- Silvie Lang: Barbie und der unbarmherzige Sensenmann (2021)
- Carlo Gozzi, Friedrich Schiller: Turandot (2022)

- Klaus Opilik: Augenblick, verweile doch! Ein Faust-Projekt (2024)

### Chor
Es gibt drei Chöre am Margarete-Steiff-Gymnasium:
- Chor der Klasse 5
- Chor der Klassen 6–7,  letzte Aufführung mit Hits aus dem Musical Cats
- Chor der Klassen 8–13, letzte Aufführung war Kyrie – A Gospel Mass von Stephan Zebe. Vorangegangen waren bereits Ausschnitte aus den Musicals Hair, Les Misérables und Der König der Löwen.

### Big Band
Die Big Band des Margarete-Steiff-Gymnasiums arbeitet bei vielen Workshops mit, u. a. im Februar 2011 mit der SWR Big Band. Am 17. April 2011 spielte sie auf dem Benefizkonzert für die „Aktion Drachenkinder“ des Senders Radio 7 in der Giengener Schranne.

## Ganztagsbetreuung
Das Margarete-Steiff-Gymnasium bietet eine offene Ganztagsbetreuung an, d. h. die Schüler der Klassen 5 bis 7 können freiwillig an vier Nachmittagen der Woche weitere Angebote besuchen. Neben Hausaufgabenbetreuung und Förderunterricht finden Aktivitäten in den Bereichen Sport, Entspannung und Kreativität statt. Zudem gibt es seit dem Schuljahr 2006/2007 eine Mensa.

## Schulpartnerschaften
- Frankreich: Notre-Dame de Bellegarde in Neuville-sur-Saône bei Lyon (seit 1975)[14]
- Spanien: IES Baix a Mar in Barcelona (seit 2012)

## Bildungspartnerschaften
Mit der Bosch Siemens Hausgeräte GmbH besteht seit März 2011 eine Bildungspartnerschaft. Am 9. Januar 2015 wurde eine weitere Bildungspartnerschaft mit der Steiff Beteiligungsgesellschaft unterschrieben. Zu dieser Gesellschaft gehört nicht nur die Margarete Steiff GmbH, sondern auch die Alligator Ventilfabrik GmbH und die Steiff Schulte Webmanufaktur.

## Ehemalige Schüler
- Friedrich Bay (1940–2023), Biologe und Hochschullehrer
- Hildegard Bentele (* 1976), Politikerin
- Matthias Brender, Journalist
- Gerdt Fehrle, Autor, PR-Fachmann und Verleger
- Franz Garlik, Musiker
- Steffen Kaltschmid, Komponist
- Jochen Klein, Maler mit Ausstellungen in der Pinakothek der Moderne (München 2008) und an der University of California (Los Angeles 2004)
- Hendrik Rupp, Journalist
- Andreas Stoch, ehem. Kultusminister des Landes Baden-Württemberg, Vorsitzender der SPD Baden-Württemberg
- Frank Zeller, Schachspieler und -autor

## Schulleiter
- Hötzel (1952–1964)
- Neifer (1964–1971)
- Weischedel (1971–1984)[5]
- Freitag
- Hermann Weiß (1996–2013)
- Markus Kuhn (seit 2013)